# Vyrozumění
Vyrozumění je divadelní hra Václava Havla z roku 1965. Je řazena do žánru absurdního dramatu. Popisuje zavádění umělého jazyka ptydepe do velkého úřadu, což provádí bez vědomí jeho ředitele Grosse náměstek Baláš. Nakonec ale ptydepe neuspěje a nahradí jej jiný, stejně nesrozumitelný umělý jazyk, chorukor. Hra tak paroduje byrokratický systém a také soudobé reformy, které zavádějí jiná, nicméně stejně špatná řešení namísto těch starých. Také je hrou o ztrátě vlastní identity, „převlékání kabátů“, o jazyku frází. Podobně jako ostatní Havlovy hry i jiné práce obsahuje tato tragikomedie množství humoru.

## Historie
Hru Vyrozumění začal Havel psát v roce 1962, premiéra se uskutečnila 26. července 1965 v pražském Divadle Na zábradlí v režii Jana Grossmanna.
Námět o umělém jazyce ptydepe vymyslel Václavův bratr, matematik Ivan M. Havel.
Všechny postavy hry mají jména podle herců, kteří první provedení Na zábradlí připravovali (např. sekretářka Marie – herečka Marie Málková). Václav Havel napsal k přípravě hry velmi podrobné poznámky.
Do roku 1989 bylo provedeno 28 inscenací v osmi zemích, v Československu se v 60. letech (dokud to bylo možné) hrálo v Praze, Brně, Ostravě, Bratislavě a v dalších menších městech, ve světě v Berlíně, Hamburku, Londýně, Amsterdamu a v New Yorku (1968), kde za tuto hru dostal Václav Havel divadelní cenu Obie. Premiéry v New Yorku na jaře 1968 se Havel mimořádně mohl zúčastnit, dřív ani později už mu taková cesta nebyla komunistickým režimem umožněna. V New Yorku se Vyrozumění hrálo např. také v roce 2010.
Po sametové revoluci v roce 1989 se Vyrozumění mohlo vrátit i na česká pódia, např. v roce 2018 se hrálo v Ostravě. Amatérské studentské představení Gymnázia Frýdlant nad Ostravicí (2012/13) oslovilo i režiséra Andreje Kroba, který studenty pozval do svého Divadla Na tahu.

## Postavy
- Gross
- Baláš
- Hana
- Perina
- Kalous
- Mašát
- Kunc
- Helena
- Marie
- Jirka
- Kubš